# Aurinia petraea
Aurinia petraea là một loài thực vật có hoa trong họ Cải. Loài này được (Ard.) Schur mô tả khoa học đầu tiên năm 1866.